# Евромеханика
Евромеханика (англ. Eurocard — «Европейская плата») — стандартный конструктив исполнения печатных плат, предназначенных для размещения в специальных корзинах («крейтах») для установки в 19-дюймовую стойку.

## Стандарты и области их действия
В 1960-х годах МЭК был предложен стандарт IEC-60297-3, определявший форматы передних панелей для блоков, предназначенных для установки в стойки. Предложенные спецификации стали использоваться в имевшихся на тот момент магистрально-модульных системах сбора данных (например, в первых, ещё не стандартизированных, вариантах системы КАМАК).
Общая тенденция к удешевлению цифровой техники привела к необходимости более глубокой проработки стандартов в области модульных систем. В частности был предложен стандарт IEEE 1101.2-1992, конкретизировавший требования к конструкции плат и корзин для их установки.
В частности стандарт определяет:
- формат и типоразмер используемых печатных плат,
- форму, профиль, расположение и допуски на элементы крепления (требования распространяются на платы и корзины),
- общее расположение разъёма на плате.

## Конструктив
Конструктив — понятие, включающее в себя набор требований к механическому исполнению объектов. Выполнение объекта в некотором конструктиве позволяет устанавливать его в стандартные крепления. Понятие конструктива не накладывает прямых ограничений на функциональные, электрические или какие-либо ещё свойства.
Каждая плата называется «модулем». В случае, если плата имеет собственный корпус, её также иногда называют «кассетой».
Крейтом (корзиной, субраком) называется конструкция, предназначенная для установки модулей.
У любого модуля имеется передняя панель, на которой могут содержаться разъёмы для подключения оборудования, элементы управления или индикации. Размер передней панели определяется размером модуля. Конструкция крейта позволяет устанавливать модули, выполненные в данном конструктиве, так, чтобы их передние панели состыковывались и образовывали сплошную переднюю панель крейта. Позиции, на которые не установлен модуль, обычно закрываются заглушками.
Модули устанавливаются в крейт вертикально (то есть наибольшая поверхность модуля при этом является вертикальной плоскостью). На верхней и нижней частях модуля (вне зависимости от того, как он выполнен — в виде кассеты или печатной платы) имеется так называемый профиль — прочный фигурный элемент, предназначенный для крепления модуля. На крейте имеются направляющие, отвечающие профилю модуля. Использование системы профиля и направляющих позволяет обеспечить точное позиционирование подключаемого модуля.
На задней стенке крейта располагаются разъём подключения модуля, а на задней части модуля - ответная часть разъёма. Установка модуля приводит к совмещению разъёмов. Используются разъёмы типа DIN 41612 или совместимые аналоги.
Стандарт предусматривает возможность установки дополнительных элементов, не мешающих функционированию конструкции (ручки, защёлки и т. п.).

## Размеры
Плата, установленные на ней компоненты и элементы конструктива занимают определенный объем в корзине 19-дюймовой стойки. Стандарт определяет высоту, глубину и ширину места под одну европлату. Высота места определяет размер тех двух граней платы на которых расположены разъемы (одна грань) и лицевая планка (противоположная грань). Глубина места определяет размер тех граней платы которые скользят по направляющим корзины. Ширина места определяет ширину лицевой планки, то есть резерв под толщину платы с установленными на ней компонентами.
В стандарте 19-дюймовых стоек высоты корзин задаются в специальных монтажных единицах U (от англ. Unit). 1U равен 44,45 мм (1,75 дюйма). Стандарт Евромеханика определяет три варианта корзин с платами: 3U, 6U и 9U. С учетом запаса на конструкции корзины и направляющие элементы стандартная высота плат определена как 100 мм, 233,35 мм и 366,7 мм соответственно.
По глубине места платы могут иметь размер (длину) от 100 мм, увеличиваясь с шагом 60 мм. Типовые значения 100, 160, 220, 280, 340 и 400 мм.
Ширина места корзины задается в специальных единицах HP (от англ. horizontal pitch). 1HP равен 5,08 мм (0,2 дюйма). Ширина места соответствует максимальной толщине платы и компонентов на ней.
|                          |          |          |          |          |          | ↑ 366.7 мм Тройная высота 9U  | ↑ высота платы +0/-0.3 мм Разъем на этой грани |
|                          |          |          |          |          |          | ↑ 233.35 мм Двойная высота 6U | ↑ высота платы +0/-0.3 мм Разъем на этой грани |
|                          |          |          |          |          |          | ↑ 100 мм Одиночная высота 3U  | ↑ высота платы +0/-0.3 мм Разъем на этой грани |
| ← 400 мм                 | ← 340 мм | ← 280 мм | ← 220 мм | ← 160 мм | ← 100 мм |                               |                                                |
| ← длина платы +0/-0.3 мм |          |          |          |          |          |                               |                                                |

## Связанные стандарты
Популярный стандарт конструктива модульных музыкальных синтезаторов Eurorack базируется на стандарте Евромеханика.